# Carte de statut d'Indien
En droit autochtone canadien, la carte de statut d'Indien est la carte d'identité que  doivent avoir les Amérindiens régis par la Loi sur les Indiens pour exercer les droits qui découlent du statut juridique d'autochtone.
Il faut comprendre que plusieurs Autochtones, pour des raisons historiques, ne sont pas régis par la Loi sur les Indiens et ne peuvent pas bénéficier des droits et privilèges qui découlent de ce statut. Détenir la carte signifie respecter les critères de la Loi sur les Indiens, ce qui permet d'habiter sur une réserve indienne et de jouir d'exemptions fiscales importantes, entre autres. Les Autochtones historiquement disqualifiés du statut furent entre autres celles qui se sont mariées à des non-détenteurs du statut d'Indien et ceux et celles qui ont obtenu un diplôme universitaire, car la loi excluait auparavant ceux ayant atteint un degré suffisant d'assimilation.
Selon Radio-Canada, la carte de statut d'Indien a été considérée comme un symbole de ségrégation raciale : « pour reprendre les termes utilisés à l’époque, on appelait ça le problème indien. De cette prémisse de base ont découlé plusieurs politiques publiques qui sentaient fort le mépris et la discrimination. [...]  Ainsi, vous connaissez la suite, se mirent en place toute une série d’initiatives qui feraient frémir d’envie tous les dictateurs de ce monde : mise en réserve, interdictions des pratiques culturelles, enlèvement des enfants, stérilisations forcées et j'en passe. Mais encore fallait-il identifier correctement ces Indiens, car évidemment avec un tel arsenal de mesures de ségrégation, d’aucuns auraient pu être tentés de se passer de l’étiquette ».
Malgré ce qui précède, l'obligation de détenir la carte de statut d'Indien est demeurée inchangée car la Loi sur les Indiens n'a jamais été abrogée, bien qu'elle ait été modifiée substantiellement par le passé pour diminuer le poids de ses objectifs assimilationnistes.
En raison des avantages liés à la détention de la carte de statut d'Indien, diverses opérations frauduleuses dont l'objet est de procurer de fausses cartes autochtones à des non-Autochtones ont été répertoriées lors d'enquêtes policières,.